# Simensbråtenlinjen
Simensbråtenlinjen var en del af Oslos sporveje, der gik fra Jomfrubråten tværs over Ekebergsletta til Simensbråten. Linjen var en sidelinje til Ekebergbanen og var i drift fra 1931 til 1967.

## Linjeføring
Simensbråtenlinjen gik fra Jomfrubråten på Ekebergbanen via stoppestederne Ekebergparken og Smedstua til endestationen Simensbråten, der lå 5,9 km fra Stortorget, 146,7 meter over havet. De første par hundrede meter fra Jomfrubråten var dobbeltsporet, mens resten var enkeltsporet. Ved endestationen Simensbråten var der en vendesløjfe. Linjen havde en højdeforskel på mere end 30 meter med en relativ stærk stigning på det første stykke fra Jomfrubråten op til selve Ekebergsletta.
Simensbråtenlinjen blev hovedsageligt betjent af en vogn, der kørte i penduldrift mellem Jomfrubråten og Simensbråten. I Jomfrubråten var der omstigning til Ekebergbanen. I myldretiderne kørte der imidlertid vogne hele vejen til og fra centrum.
- Stoppestedet Ekebergparken bestod af læskur, perron og plakatsøjle. Stoppestedet havde kun lidt trafik. Området var tyndt befolket, og for en del passagerer var det lige så nemt at gå ned til Jomfrubråten, hvor man også slap for at skifte.
- Stoppestedet Smedstua lå hvor sporvejen krydsede Ekebergveien på Ekebergsletta med perron for trafik fra byen vest for vejen og perron for trafik mod byen øst for vejen. Her var trafikgrundlaget også tyndt.
- Endestationen Simensbråten havde læskur med kiosk og plakatsøjle og lå, hvor der nu er børnehave. Sporvejens trafikgrundlag var hovedsageligt knyttet til dette stoppested, hvor befolkningsgrundlaget var større.

## Historie
Da Simensbråtenlinjen blev anlagt, forestillede man sig, at den på sigt skulle forlænges via Brattlikollen til Lambertseter, hvilket gav den tilnavnet Ryenlinjen. Der blev også gjort et stort arbejde for at forberede Jomfrubråten som en niveaufrit knudepunkt. Man lagde den nye hovedlinje højere i landskabet og udsprængte en gennemskæring i fjeldet mellem Jomfrubråten og Sportsplassen. Tanken var at trafikken fra byen til Simensbråte skulle følge en linje langs med og på niveau med Kongsveien og svinge ind under Ekebergbanen mod Simensbråten.
De store planer om udvidelse af linjen blev imidlertid aldrig realiseret. Ekebergbanens sidelinje kom aldrig længere end til Simensbråten. Områderne Ryen, Brattlikollen og Lambertseter blev i stedet forbundet med byen med Lambertseterbanen over Manglerud, der først trafikeredes som sporvej og senere som T-bane.  
Med et begrænset trafikgrundlag blev Simensbråtenlinjen aldrig nogen succes. Kommunen måtte i mange år bidrage for at dække overskuddet på driften.
I 1967 blev Simensbråtenlinjen nedlagt og erstattet ved, at buslinje 18 blev udvidet med et stoppested mellem Brannfjellveien og Ekeberg skole, året efter at Lambertseterbanen var blevet T-bane. Skinnerne blev senere fjernet, men i 2014 kunne man endnu ane traceen i landskabet. Ved Jomfrubråten er gennemskæringen fortsat synlig, og der er bygget rækkehuse på en langstrakt, smal og buen grund, hvor sporvejen tidligere gik. Øst for rækkehusene er der anlagt en parkeringsplads med tilkørselsvej ad traceet. På Ekebergsletta blev der anlagt en gangsti langs nordsiden af den tidligere sporvej, men den er siden ændret som følge af udvidelsen af Ekeberg skole.